# نفرکورع دوم
نِفِرکورع دوم یکی از فرعون‌های دودمان هشتم مصر مصر باستان بوده است که در دوره نخست میانی مصر فرمانروایی می‌کرده است. نام او هم در فهرست پادشاهان ابیدوس و هم در  فهرست پادشاهان تورین آمده است که در آخری برای دوران فرمانروایی او طولی برابر با ۴ سال و ۲ ماه ذکر شده است.